# Persone di nome Roberta
| Questa pagina contiene informazioni ricavate automaticamente dalle voci biografiche con l'ausilio del template Bio e di un bot. L'aggiornamento è periodico e automatico e ricostruisce completamente la pagina. Se manca una persona in questa lista, sei pregato di non aggiungerla, ma accertati piuttosto che la sua voce biografica contenga il template Bio e che i dati anagrafici siano correttamente compilati. Se il template Bio manca, inseriscilo tu stesso o, in alternativa, metti l'avviso {{tmp\|Bio}} che ne segnala la mancanza. Se i dati riportati sono sbagliati, correggi direttamente la voce biografica; le modifiche saranno visibili in questa lista entro pochi giorni. Per chiarimenti vedi il progetto antroponimi. La lista contiene solo le 139 persone che sono citate nell'enciclopedia e per le quali è stato implementato correttamente il template Bio. Pagina aggiornata al 6 ago 2025. |

Questa è una lista di persone presenti nell'enciclopedia che hanno il nome Roberta, suddivise per attività principale.

## Allenatrici di calcio(1)
- Roberta Antignozzi, allenatrice di calcio e ex calciatrice italiana (Roma, n. 1983)

## Annunciatrici televisive(1)
- Roberta Giusti, annunciatrice televisiva e conduttrice televisiva italiana (Castelnuovo Scrivia, n. 1944 - Roma, † 1986)

## Artiste(1)
- Roberta Marrero, artista, attivista e cantante spagnola (Las Palmas de Gran Canaria, n. 1972 - Madrid, † 2024)

## Astiste(1)
- Roberta Bruni, astista italiana (Roma, n. 1994)

## Astronaute(1)
- Roberta Bondar, astronauta canadese (Sault-Sainte-Marie, n. 1945)

## Attiviste(1)
- Roberta Tatafiore, attivista e scrittrice italiana (Foggia, n. 1943 - Roma, † 2009)

## Attrici(18)
- Roberta Caronia, attrice italiana (Palermo, n. 1980)
- Roberta Collins, attrice statunitense (Alhambra, n. 1944 - Los Angeles, † 2008)
- Roberta Fiorentini, attrice italiana (Roma, n. 1948 - Roma, † 2019)
- Roberta Garzia, attrice italiana (Roma, n. 1972)
- Roberta Giarrusso, attrice, personaggio televisivo e ex modella italiana (Palermo, n. 1982)
- Roberta Haynes, attrice statunitense (Wichita Falls, n. 1927 - Delray Beach, † 2019)
- Roberta Jonay, attrice e ballerina statunitense (Filadelfia, n. 1921 - Tarzana, † 1976)
- Roberta Lena, attrice e regista italiana (Bologna, n. 1963)
- Roberta Manfredi, attrice, produttrice televisiva e conduttrice televisiva italiana (Roma, n. 1956)
- Roberta Mari, attrice italiana (Livorno, n. 1917 - Milano, † 1993)
- Roberta Mattei, attrice italiana (Roma, n. 1983)
- Roberta Maxwell, attrice canadese (Toronto, n. 1941)
- Roberta Nanni, attrice e ex modella italiana (Bologna, n. 1965)
- Roberta Olivieri, attrice italiana (Roma, n. 1966)
- Roberta Paladini, attrice, doppiatrice e direttrice del doppiaggio italiana (Roma, n. 1955)
- Roberta Potrich, attrice, modella e conduttrice televisiva italiana (Rovereto, n. 1974)
- Roberta Rovelli, attrice italiana (Milano, n. 1978)
- Roberta Scardola, attrice e ballerina italiana (Roma, n. 1986)

## Attrici teatrali(3)
- Roberta Alloisio, attrice teatrale e cantautrice italiana (Alessandria, n. 1964 - Genova, † 2017)
- Roberta Carreri, attrice teatrale italiana (Milano, n. 1953)
- Roberta Triggiani, attrice teatrale e attrice televisiva italiana (Torino, n. 1968)

## Autrici di videogiochi(1)
- Roberta Williams, autrice di videogiochi statunitense (Los Angeles, n. 1953)

## Aviatrici(1)
- Roberta Cowell, aviatrice britannica (Croydon, n. 1918 - Hampton, † 2011)

## Biatlete(1)
- Roberta Fiandino, ex biatleta italiana (Cuneo, n. 1985)

## Calciatrici(7)
- Roberta Aprile, calciatrice italiana (Siracusa, n. 2000)
- Roberta Casile, calciatrice italiana (Reggio Calabria, n. 1986)
- Roberta D'Adda, ex calciatrice italiana (Vimercate, n. 1981)
- Roberta Filippozzi, ex calciatrice italiana (Bussolengo, n. 1992)
- Roberta Giuliano, ex calciatrice e giocatrice di calcio a 5 italiana (Carini, n. 1989)
- Roberta Stefanelli, ex calciatrice italiana (Verona, n. 1974)
- Roberta Ulivi, ex calciatrice italiana (Alfonsine, n. 1971)

## Canottiere(1)
- Roberta Del Core, ex canottiera italiana (Bari, n. 1964)

## Cantanti(8)
- Roberta Amadei, cantante italiana (Bologna, n. 1949)
- Roberta Flack, cantante e pianista statunitense (Black Mountain, n. 1937 - New York, † 2025)
- Roberta Gambarini, cantante italiana (Torino, n. 1964)
- Roberta Kelly, cantante statunitense (Los Angeles, n. 1942)
- Roberta Miranda, cantante, compositrice e artista brasiliana (n. 1956)
- Roberta Piazzi, cantante italiana (Roma, n. 1951)
- Roberta Sá, cantante brasiliana (Natal, n. 1980)
- Roberta Voltolini, cantante italiana (Firenze, n. 1961 - Milano, † 1996)

## Cantautrici(5)
- Roberta Carrieri, cantautrice e attrice italiana
- Roberta D'Angelo, cantautrice italiana (Marsala, n. 1955)
- Roberta Di Lorenzo, cantautrice italiana (San Marco in Lamis, n. 1980)
- Roberta Faccani, cantautrice e attrice italiana (Ancona, n. 1968)
- Joni Mitchell, cantautrice e pittrice canadese (Fort Macleod, n. 1943)

## Cestiste(6)
- Roberta Colico, ex cestista italiana (Milano, n. 1979)
- Roberta Faccin, ex cestista italiana (Ivrea, n. 1957)
- Roberta Gitani, ex cestista e allenatrice di pallacanestro italiana (Cagliari, n. 1963)
- Roberta Meneghel, ex cestista e dirigente sportiva italiana (Cantù, n. 1977)
- Roberta Postiglione, ex cestista italiana (Roma, n. 1967)
- Roberta Serradimigni, cestista italiana (Sassari, n. 1964 - † 1996)

## Chimiche(1)
- Roberta Oberti, chimica italiana (Milano, n. 1952)

## Cicliste su strada(1)
- Roberta Bonanomi, ex ciclista su strada italiana (Sotto il Monte Giovanni XXIII, n. 1966)

## Conduttrici radiofoniche(2)
- Roberta Lanfranchi, conduttrice radiofonica, conduttrice televisiva e attrice italiana (Cremona, n. 1974)
- Roberta de Matthaeis, conduttrice radiofonica e conduttrice televisiva italiana (Foggia, n. 1978)

## Conduttrici televisive(4)
- Roberta Capua, conduttrice televisiva e ex modella italiana (Napoli, n. 1968)
- Roberta Ferrari, conduttrice televisiva, giornalista e autrice televisiva italiana (Vevey, n. 1966)
- Roberta Petrelluzzi, conduttrice televisiva, regista televisiva e autrice televisiva italiana (Adrara San Martino, n. 1944)
- Roberta Termali, conduttrice televisiva italiana (Milano, n. 1964)

## Criminologhe(1)
- Roberta Bruzzone, criminologa e opinionista italiana (Finale Ligure, n. 1973)

## Danzatrici(2)
- Roberta Marquez, ballerina brasiliana (Rio de Janeiro, n. 1977)
- Roberta Mazzoni, danzatrice italiana (Piacenza, n. 1967)

## Doppiatrici(5)
- Roberta De Roberto, doppiatrice e direttrice del doppiaggio italiana (Napoli, n. 1983)
- Roberta Gasparetti, doppiatrice italiana (Azzano Decimo, n. 1957)
- Roberta Greganti, doppiatrice e direttrice del doppiaggio italiana (Roma, n. 1956)
- Robie Lester, doppiatrice e cantante statunitense (Michigan, n. 1925 - Burbank, † 2005)
- Roberta Pellini, doppiatrice e direttrice del doppiaggio italiana (Roma, n. 1960)

## Filosofe(1)
- Roberta De Monticelli, filosofa italiana (Pavia, n. 1952)

## Ginnaste(1)
- Roberta Lucentini, ex ginnasta italiana (Chieti, n. 1983)

## Giocatrici di calcio a 5(1)
- Roberta Diodato, giocatrice di calcio a 5 e ex calciatrice italiana (Salerno, n. 1994)

## Giocatrici di curling(1)
- Roberta Pighar, ex giocatrice di curling italiana

## Giornaliste(4)
- Roberta Ammendola, giornalista e conduttrice televisiva italiana (Salerno, n. 1977)
- Roberta Cardarelli, giornalista, produttrice televisiva e produttrice cinematografica italiana (Roma, n. 1967)
- Roberta Floris, giornalista, conduttrice televisiva e ex modella italiana (Cagliari, n. 1979)
- Roberta Gangeri, giornalista, conduttrice televisiva e conduttrice radiofonica italiana (Roma, n. 1980)

## Karateka(1)
- Roberta Minet, karateka italiana (Monza, n. 1976)

## Mercanti d'arte(1)
- Roberta Tagliavini, mercante d'arte e personaggio televisivo italiano (Bologna, n. 1941)

## Mezzofondiste(1)
- Roberta Brunet, ex mezzofondista italiana (Aosta, n. 1965)

## Modelle(2)
- Roberta Mancino, modella e paracadutista italiana (Anzio, n. 1980)
- Roberta Vasquez, modella e attrice statunitense (Los Angeles, n. 1963)

## Nuotatrici(4)
- Roberta Farinelli, nuotatrice artistica italiana (Roma, n. 1970)
- Roberta Felotti, ex nuotatrice italiana (Milano, n. 1964)
- Roberta Lanzarotti, ex nuotatrice italiana (Tradate, n. 1968)
- Roberta Panara, ex nuotatrice italiana (Cisliano, n. 1984)

## Pallanuotiste(2)
- Roberta Bianconi, pallanuotista italiana (Rapallo, n. 1989)
- Roberta Scuderi, pallanuotista italiana (Catania, n. 1985)

## Pallavoliste(3)
- Roberta Brusegan, pallavolista italiana (Roma, n. 1986)
- Roberta Carraro, pallavolista italiana (San Donà di Piave, n. 1998)
- Roberta Ratzke, pallavolista brasiliana (Curitiba, n. 1990)

## Pattinatrici artistiche su ghiaccio(1)
- Roberta Rodeghiero, pattinatrice artistica su ghiaccio italiana (Schio, n. 1990)

## Pilote motociclistiche(1)
- Roberta Ponziani, pilota motociclistica italiana (Teramo, n. 1996)

## Poetesse(1)
- Roberta Dapunt, poetessa italiana (Val Badia, n. 1970)

## Politiche(13)
- Roberta Agostini, politica italiana (Pesaro, n. 1966)
- Roberta Alaimo, politica italiana (Corleone, n. 1979)
- Roberta Anastase, politica rumena (Ploiești, n. 1976)
- Roberta Angelilli, politica italiana (Roma, n. 1965)
- Roberta Breda, politica italiana (Udine, n. 1952 - Milano, † 1996)
- Roberta Ferrero, politica italiana (Torino, n. 1971)
- Bobbi Fiedler, politica statunitense (Santa Monica, n. 1937 - Northridge, † 2019)
- Roberta Lombardi, politica italiana (Orbetello, n. 1973)
- Roberta Oliaro, politica italiana (Genova, n. 1965)
- Roberta Pantani, politica svizzera (Sorengo, n. 1965)
- Roberta Pinotti, politica italiana (Genova, n. 1961)
- Roberta Metsola, politica maltese (San Giuliano, n. 1979)
- Roberta Toffanin, politica italiana (Padova, n. 1968)

## Pugili(1)
- Roberta Bonatti, pugile italiana (Piacenza, n. 1997)

## Registe(2)
- Roberta Pedrini, regista e giornalista svizzera (Lugano, n. 1971)
- Roberta Torre, regista e sceneggiatrice italiana (Milano, n. 1962)

## Saltatrici con gli sci(1)
- Roberta D'Agostina, ex saltatrice con gli sci italiana (Tolmezzo, n. 1991)

## Scacchiste(1)
- Roberta Brunello, scacchista italiana (Iseo, n. 1991)

## Sceneggiatrici(1)
- Roberta Mazzoni, sceneggiatrice, regista e scrittrice italiana (Milano, n. 1951)

## Schermitrici(2)
- Roberta Giussani, ex schermitrice italiana (Milano, n. 1972)
- Roberta Marzani, schermitrice italiana (Bergamo, n. 1996)

## Scialpiniste(1)
- Roberta Pedranzini, scialpinista italiana (Bormio, n. 1971)

## Sciatrici alpine(6)
- Roberta Berbenni, ex sciatrice alpina italiana (n. 1963)
- Roberta Melesi, sciatrice alpina italiana (Lecco, n. 1996)
- Roberta Midali, ex sciatrice alpina italiana (Bergamo, n. 1994)
- Roberta Pergher, ex sciatrice alpina italiana (n. 1971)
- Roberta Quaglia, ex sciatrice alpina italiana (n. 1952)
- Roberta Serra, ex sciatrice alpina italiana (Torino, n. 1970)

## Scrittrici(2)
- Roberta Lepri, scrittrice italiana (Città di Castello, n. 1965)
- Moony Witcher, scrittrice italiana (Venezia, n. 1957)

## Showgirl(1)
- Roberta Morise, showgirl e ex modella italiana (Cariati, n. 1986)

## Soprani(3)
- Roberta Alexander, soprano statunitense (Lynchburg, n. 1949)
- Roberta Invernizzi, soprano italiano (Milano, n. 1966)
- Roberta Peters, soprano statunitense (New York, n. 1930 - New York, † 2017)

## Stiliste(2)
- Roberta di Camerino, stilista italiana (Venezia, n. 1920 - Venezia, † 2010)
- Roberta Scarpa, stilista italiana (Venezia, n. 1951)

## Storiche(1)
- Roberta Valtorta, storica italiana (Milano, n. 1952)

## Telecroniste sportive(1)
- Roberta Vinci, telecronista sportiva e ex tennista italiana (Taranto, n. 1983)

## Tiratrici a volo(1)
- Roberta Pelosi, tiratrice a volo italiana (Roma, n. 1960)

## Traduttrici(1)
- Roberta Rambelli, traduttrice, scrittrice e curatrice editoriale italiana (Cremona, n. 1928 - † 1996)

## Violoncelliste(1)
- Roberta Castoldi, violoncellista, traduttrice e poetessa italiana (Monza, n. 1971)